# Милан Богдановић
Милан Богдановић (Београд, 4. јануар 1892 — Београд, 28. фебруар 1964) био је српски писац, књижевни критичар и академик.

## Биографија
Основну школу и гимназију завршио је у Пожаревцу где је његов отац био управник краљевског добра Љубичево. Био је уредник „Српског књижевног гласника”, часописа „Данас” и „Књижевних новина” као и управник позоришта у Новом Саду и Београду. Био је члан Српске академије наука.
Његова дела објављена су у вишетомној књизи „Стари и нови”. Године 1968. уведена је Награда Милан Богдановић за књижевну критику.
У браку са Милевом (рођ. Михаиловић) имао је двоје деце. Његов син је архитекта и бивши градоначелник Београда Богдан Богдановић, а ћерка Ивана Богдановић била је професор Филолошког факултета и мајка Ивана Ђурића.
Описивао је као ренесансни, бриљантни говорник и писац.
Сахрањен је у Алеји народних хероја на Новом гробљу у Београду.